# Гассі-Тіджран – Гассі-Ба-Хаму – GR7
Гассі-Тіджран – Гассі-Ба-Хаму – GR7 – трубопровід, призначений для видачі продукції алжирських газових проектів Гассі-Тіджран та Гассі-Ба-Хаму.
Товарний газ з установок підготовки відправляють трубопроводу діаметром 600 мм, що складається із двох ділянок – довжиною біля ста десяти кілометрів від Гассі-Тіджран до Гассі-Ба-Хаму та довжиною біля ста десяти кілометрів від Гассі-Ба-Хаму до GR7.
Трубопровід  прямує до компресорної станції PC5/GR7, яка належить до магістрального газопроводу GR7.